# Daphnella axis
Daphnella axis là một loài ốc biển, là động vật thân mềm chân bụng sống ở biển trong họ Conidae.